# Карпентер, Мэри
Мэри Карпентер (англ. Mary Carpenter; 3 апреля 1807[…], Эксетер — 14 июня 1877[…], Бристоль) — английская общественная деятельница, писательница, издатель, редактор, педагог, феминистка и филантропка. В некоторых русскоязычных источниках описывается как Мария Карпентер.

## Биография
Мэри Карпентер родилась 3 апреля 1807 года в Эксетере в семье унитарианского пастора Ланта Карпентера, которому она помогала в его преподавательских обязанностях и заботах о бедных и больных. Карпентер соединяла в себе идеалистические стремления и религиозную экзальтацию с большим практическим умом. 
Под влиянием знаменитого в своё время индийского реформатора Рамом Моханом Роем, приехавшего в Англию в 1833 году, и бостонского филантропа Джозефа Тукермана Карпентер стала стремиться к организации общественной благотворительности. Началом её деятельности было скромное общество посещения бедных и работы для них (working and visiting society), учрежденное в 1835 году.  
Она публиковала статьи и книги о своей работе, и её лоббирование сыграло важную роль в принятии нескольких образовательных актов в середине девятнадцатого века. Она была первой женщиной, чью статью опубликовало Королевское статистическое общество Лондона. Она выступала на многих конференциях и встречах и стала известна как один из самых выдающихся ораторов своего времени. Карпентер была также активным участником движения против рабства.
Затем она основала «школу для уличных детей» (ragged school) и исправительные школы и приюты для порочных детей, добившись изменения парламентским декретом судебной процедуры относительно детей и замены для них тюрем школами. 
Предприняв реформаторскую пропаганду в Индии для поднятия общественного положения туземных женщин, она четыре раза посетила Индию, где приобрела большое личное влияние и действовала весьма успешно, при посредстве издаваемой ей газеты. В более поздние годы она посетила Европу и Америку, проводя свои кампании по реформе пенитенциарной и образовательной системы.
Вернувшись на родину, она в последние годы жизни провела проект правительственных ремесленных школ. Карпентер публично поддерживала избирательное право женщин в последние годы своей жизни, а также выступала за равный доступ женщин к высшему образованию. 
Кроме специальных брошюр и лекций, Карпентер написала замечательную книгу о тюрьмах «Our convicts» (1864). Эти и более поздние работы Карпентер были основаны на идеях, которые она развивала в многолетней переписке с Д. Такерманом.
Мэри Карпентер умерла 14 июня 1877 года в городе Бристоле и была похоронена на местном кладбище Арнос-Вейл, где ей поставлен памятник в северном трансепте Бристольского собора.